# Tersannes
Tersannes ist eine französische Gemeinde mit 128 Einwohnern (Stand 1. Januar 2022). Sie gehört zur Region Nouvelle-Aquitaine, zum Département Haute-Vienne, zum Arrondissement Bellac und zum Kanton Châteauponsac. Sie grenzt im Norden an Verneuil-Moustiers, im Nordosten an Lussac-les-Églises, im Osten an Magnac-Laval, im Süden an Dinsac, im Südwesten an La Bazeuge und im Westen an Azat-le-Ris.

## Bevölkerungsentwicklung
| Jahr      | 1962 | 1968 | 1975 | 1982 | 1990 | 1999 | 2007 | 2013 |
| --------- | ---- | ---- | ---- | ---- | ---- | ---- | ---- | ---- |
| Einwohner | 333  | 270  | 235  | 205  | 207  | 161  | 167  | 140  |

## Sehenswürdigkeiten

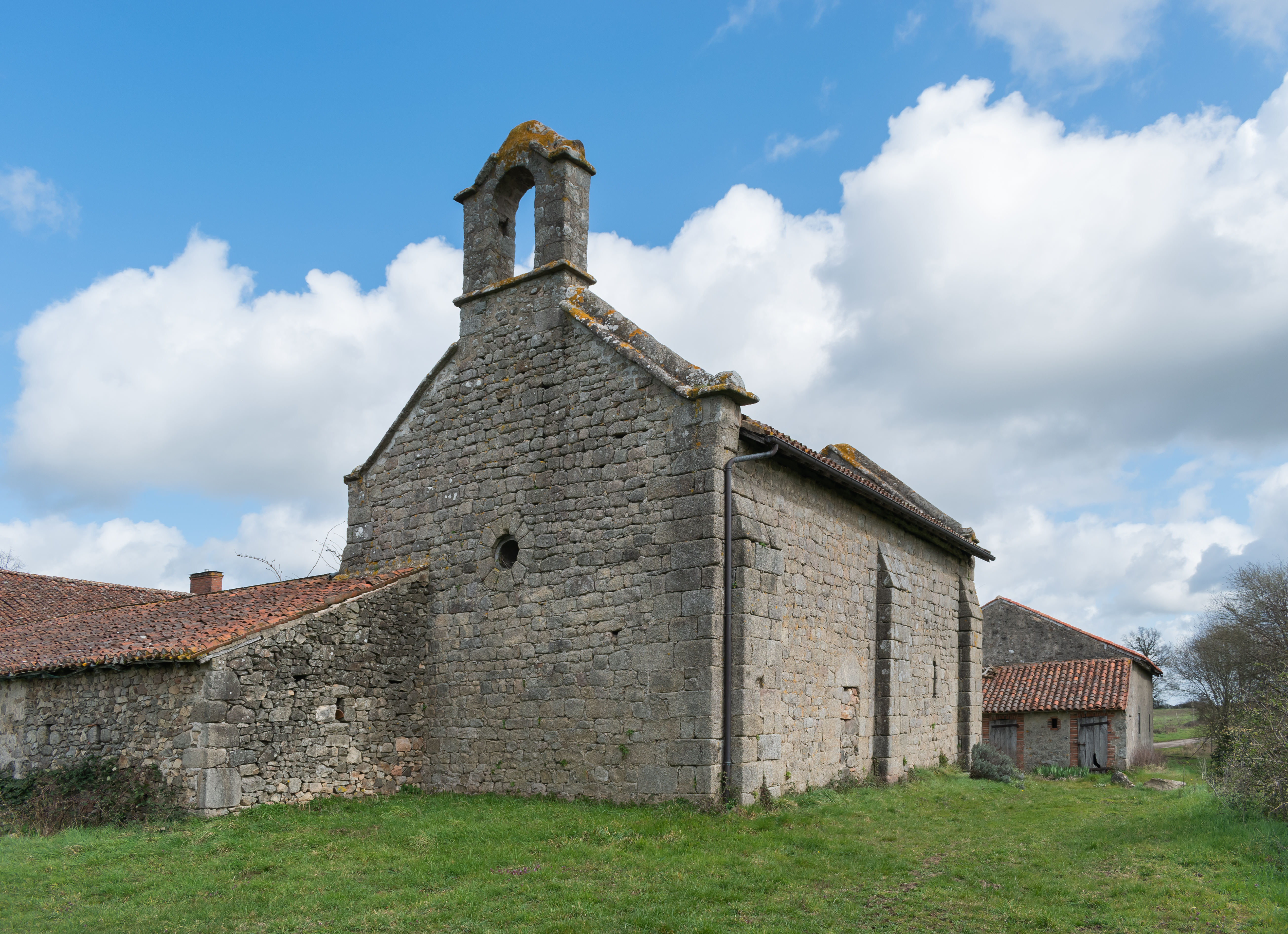
Sainte-Madeleine-de-la-Plain

- Schloss La Mothe, datiert auf das späte 15. Jahrhundert, seit dem 7. Januar 2009 ein Monument historique
- Kirche Saint-Symphorien
- Romanische Kapelle des ehemaligen Priorats Sainte-Madeleine-de-la-Plain aus dem 12. Jahrhundert